# عمر بن عبيد الله بن معمر
عمر بن عبيد الله بن معمر بن عثمان أبو حفص القرشي التيمي أحد أجواد العرب وأنجادها، وكان من وجهاء العرب وسادتهم، ولي البصرة زمن حكم عبد الله بن الزبير بالحجاز، فتحت على يد عمر بن عبيد الله التيمي بلدان كثيرة، وكان نائبا لابن الزبير على البصرة، وقد فتح كابل مع عبد الله بن خازم وكان يقال له أحمر قريش ، ويضرب بشجاعته المثل ، روى عن عبد الله بن عمر بن الخطاب وجابر بن عبد الله وغيرهما، وعن عطاء بن أبي رباح، وابن عون، ووفد على عبد الملك بن مروان.

## نسبه
هو عمر بن عبيد الله بن مَعمر بن عثمان بن عمرو بن كعب بن سعد بن تيم بن مرة بن كعب بن لؤي بن غالب بن فهر بن مالك بن النضر بن كنانة بن خزيمة بن مدركة بن إلياس بن مضر بن نزار بن معد بن عدنان.

## قصص جوده وكرمه
- حكي أن رجلا اشترى جارية كانت تحسن القرآن والشعر وغيره فأحبها حبا شديدا وأنفق عليها ماله كله حتى أفلس ولم يبق له شيء سوى هذه الجارية، فقالت له الجارية: قد أرى ما بك من قلة الشيء. فلو بعتني وانتفعت بثمني صلح حالك، فباعها لعمر بن عبيد الله بن معمر - وهو يومئذ أمير البصرة - بمائة ألف درهم ، فلما قبض المال ندم وندمت الجارية، فأشارت تخاطب سيدها بأبيات شعر وهي:

هنيئا لك المال الذي قد أخذته
ولم يبق في كفِّي إلا تفكُّري
أقول لنفسي وهي في كرب عيشةٍ
أقلي فقد بان الخليط أو أكثري
إذا لم يكن في الأمر عندك حيلةٌ
ولم تجدي بدا من الصبر فاصبري
فأجابها سيدها فقال:
ولولا قعود الدهر بي عنك لم يكن
لفرقتنا شيءٌ سوى الموت فاصبري
أأوب بحزن من فراقك موجعٌ
أناجي به قلبا طويل التذكر
عليك سلام لا زيارة بيننا
ولا وصل إلا أن يشاء ابن معمر
فلما سمعهما ابن معمر قد شببت قال: والله لا فرقت بين محبين أبدا، ثم أعطاه المال - وهو مائة ألف - والجارية لما رأى من توجعهما على فراق كل منهما صاحبه، فأخذ الرجل الجارية وثمنها وانطلق.
- خرج عمر بن عبيد الله يوما وبينما هو في طريقه مر ببستان ورأى غلاما مملوك يجلس بجوار حائطها يتناول طعامه، فاقترب كلب من الغلام، فأخذ الغلام يلقي إلى الكلب بلقمة ويأكل لقمة وعمر ينظر إليه ويتعجب مما يفعل، فسأله عمر أهذا الكلب كلبك ؟

قال الغلام: لا
قال عمر: فلما تطعمه مثل ما تأكل ؟ فرد الغلام: إني أستحي أن يراني أحد وأنا آكل دون أن يشاركني طعامي فأُعجب عمر بالغلام، فسأله: هل أنت حر أم عبد ؟ فأجاب الغلام: بل أنا عبد عند أصحاب هذه الحديقة
فانصرف عمر ثم عاد بعد قليل
فقال للغلام: أبشر يافتى فقد أعتقك الله! وهذه الحديقة أصبحت ملكاَ لك قال الغلام بسعادة ورضا: أُشهدك أنني جعلت ثمارها لفقراء المدينة . فتعجب عمر وقال للغلام: عجبا لك! أتفعل هذا مع فقرك وحاجتك إليها ؟ فرد الغلام بثقة وإيمان: إني لأستحي من الله أن يجود عليّ بشيئ فأبخل به!.
- قال حميد بن سليمان بن قتة: بعث معي عمر بن عبيد الله بألف دينار إلى عبد الله بن عمر بن الخطاب، وبألف دينار إلى القاسم بن محمد بن أبي بكر ، فقبل ابن عمر ما بعث به، وأخذه بيده وهو في المغتسل وقال: وصلته رحم فقد جاءتنا على حاجة، وأبى القاسم بن محمد أن يقبلها فقالت امرأته: إن لم تقبلها فهاتها.

قال وكان عمر بن عبيد الله يبعث هذه الثياب المعمرية إلى المدينة فيقسمها بينهم، فقال ابن عمر: جزى الله من أفشى هذه الثياب بالمدينة خيراً. قال ابن قتة: وقال لي ابن عمر: بلغني عن صاحبك أنه يعطي المهاجرين ألفاً ألفاً ويعطي الأنصار سبعمائة سبعمائة فأعلمت عمر قوله فسوى بينهم.
- قال المدائني: ولى عبد الله بن الزبير بعد ببة عمر بن عبيد الله بن معمر البصرة، وكان سخياً شجاعاً ممدحاً، وقال المهلب بن أبي صفرة: ما رأيت مثل أحمر قريش في شجاعته، ما لقينا خيلاً قط إلا كان في سرعان خيلنا، يعني عمر بن عبيد الله، وقال فيه نصيب:

والله ما يدري امرؤ ذو جناية
ولا جار بيت أي يوميك أجود
أيوم إذا ألفيته ذا يسارة
فأعطاك عفواً منه أو يوم يجهد
وإن حليفيك السماحة والندى
يقيمان بالمعروف ما كنت توجد
وله يقول يزيد بن الحكم بن أبي العاص الثقفي:
فما كعب بن مامة وابن سعدى
بأكرم منك يا عمر الجوادا
- قال هشام ابن الكلبي: وفد رجل إلى عمر بن عبيد الله، فأقام ببابه شهراً فلم يحل منه بشيء فقال:

رأيت أبا حفص تجهم مقدمي
ولظ بقول عذرة أو مواربا
فلا تحسبني إذ تجهمت مقدمي
أرى ذاك عاراً أو أرى الخير ذاهبا
ومثلي إذا ما بلدة لم تواته
تنكب عنها واستدام المعاتبا
فبلغ عمر شعره فدعا به وقال: كم أقمت؟ فقال: ثلاثين يوماً فأمر له بثلاثين ألفاً وحمله وكساه فقال:
جزى الله خيراً والجزاء بكفه
عن الزور يأتيه الكريم ابن معمر
تذمم إذ عاتبته ثم نالني
بما شئت من مال وبر محبر
وكان العطاء كالمقام عديده
ألوفاً كثيراً بعد عرض موفر 

## قتله لابي فديك الخارجي

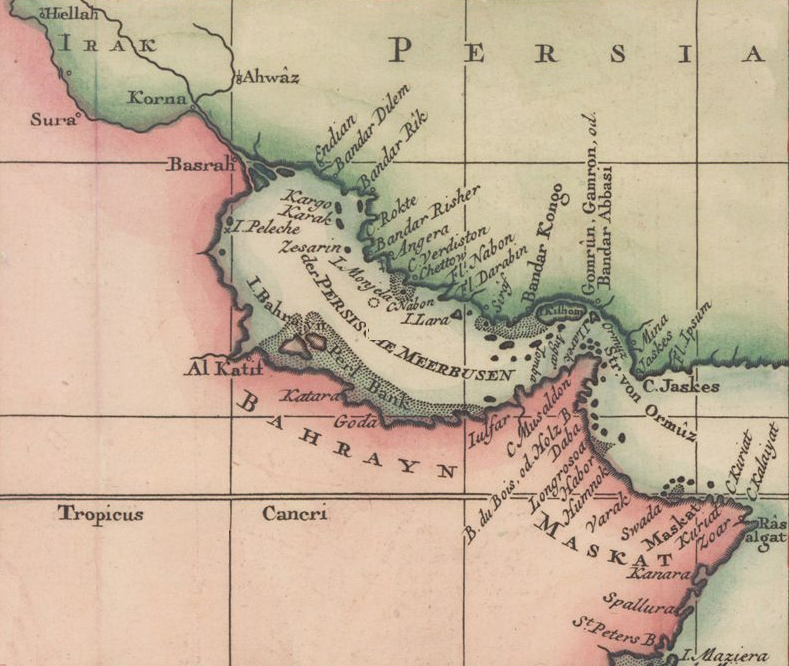
خريطة قديمة بتاريخ 1745 م ويرى فيها إقليم البحرين

غندما بلغ عبد الملك بن مروان هزيمة أمية بن عبد الله بن خالد من الخوارج، قال لعمر بن عبيد الله بن معمر، وهو عنده: اكفني أبا فديك. فقال: لا يمكنني. فقال عبد الملك: والله لتسيرن إليه. قال: والله لا أفعل. فقال: فارفع حسابك لفارس وصححه. قال: نعم. وقام فاتبعه روح بن زنباع الجذامي فقال: يا أبا حفص. ترد على أمير المؤمنين ويقسم فتقسم. قال: يا أبا زرعة إن أخاه بشر بن مروان بالكوفة وابن عمه خالد بن عبد الله بالبصرة وهما حائلان بيني وبين ما أريد من النخبة، وأن يندبا معي إلا ضعفة الناس من لا يحامي على دين ولا حسب، فإن صبرت قتلت ضيعة وإن أنحزت افتضحت .
فرجع روح إلى عبد الملك بقول عمر، فأرسل إليه عبد الملك فرده وقال: يا أبا حفص، لو رأيت بين عيني أمير المؤمنين وتداً أما كنت نازعه وواقياً أمير المؤمنين مكروهه ؟ قال: بلى والله ياأمير المؤمنين بنفسي وأهلي ومالي. قال: فإن أبا فديك وتد بين عيني فاكفني أمره. قال: نعم إن أعفيتني من عنت بشر وخالد، قال: فليس لأحد عليك سلطان في بلد تنزله فانتخب من شئت، وكتب له بذلك إلى بشر، فسار حتى قدم الكوفة على بشر، فأكرمه وأقعده معه على السرير وقال: والله لو لم يكتب إلي أمير المؤمنين بما كتب فيك، لقويت، فهذه الدواوين فانتخب من شئت، فانتخب من كل ربع ألفين وأعطاهم أعطياتهم، وقال لهم: سيروا إلى البصرة، واستعمل عليهم محمد بن موسى بن طلحة بن عبيد الله. وساروا وتزوج عمر بالكوفة عائشة بنت طلحة فأقام عندها أياماً، ثم قدم البصرة وأوصل كتاب عبد الملك إلى خالد وانتخب من أهل البصرة ثلاثة عشر ألفاً، فكلمه خالد في قوم ليخلفهم فأبى ذلك فمنعه خالد الديوان، فقال بيهس بن صهيب الجرمي: إن بشر بن مروان لم يكلمه في تخليف أحد، وهو أخو أمير المؤمنين، ولم يطمع في ذلك. فقال: إنه لم يدع لي محدثاً ولا سميراً.
فكف خالد حتى استكمل ما أراد
فقال العجاج بأرجوزته التي يقول فيها:
لقد سما ابن معمر لما اعتمر
مغزى بعيداً من بعيد وصبر
في نخبة الناس الذي كان افتخر
ثلاثة وستة واثني عشر
ألفاً يجرون من الخيل العكر
وكان المهلب بالبصرة قد عزله خالد عن قتال الأزارقة، فأثبته عمر فيمن يخرج معه، وأثبت عباد بن الحصين الخبطي، فقال له المهلب: إني رمد العين فاختر أي بني شئت ليخرج معك واعفني .
فجاء الصلتان العبدي لعمر فقال عمر : حاجتك ؟. قال: أنشدك. قال: إياك أن تكلمني في أن أعفي أحداً من وجهه هذا. قال: ما كنت لأرغب بأحد عنك. قال: هات. فأنشده:
لن يعدم الخابط المؤمل إن ... حل بدار ابن معمر ورقا
لا يخلف الوعد حين تسأله ... ولا يرى عابساً ولا غلقا
فقال: حاجتك ؟ قال: ما تركت لي حاجة غير صحبتك. قال: ما أرغبني في أن تصحبني ولكني أكره أن أعرضك فقال الصلتان:
رأيت صروف الدهر ليس يفوتها ... صغير ولا ذو حنكة يتفكر
فكم من شجاع طاول قد نجا ... ومن حائد عن عمره لم يعمر
قال: صدقت، وأمر له بأربعة آلاف درهم وحمله على فرس وأعطاه سلاحاً، وصير عمر بن عبيد الله على أهل الكوفة جميعاً وهم ثمانية آلاف محمد بن موسى بن طلحة، وكان على جماعة أهل البصرة: عمر بن موسى بن عبيد الله بن معمر، وعلى خمس أهل العالية: سنان بن سلمة الهذلي، وعلى بكر بن وائل: بن شقيق بن ثور السدوسي. وعلى تميم: عباد بن الحصين، وإليه الخيل كلها. وعلى عبد القيس: الحكم بن مخربة. وعلى الأزد: المغيرة بن المهلب .
وحمل عمر بن عبيد الله معه عائشة بنت طلحة، وخلف رملة بنت عبد الله بن خلف فلم يحملها معه، فقال الشاعر:
أنعم بعائش في عيش له أنق ... وانبذ برملة نبذ الجورب الخلق
وقال أيضاً:
من يجعل الديباج عدلاً للزيق ... بين الحواري وبين الصديق
كبكرة مما تباع في النوق
وسار فلما نزل الوفراء وجه خمسمائة فارس وبعث معهم الفعلة وقال: احفروا لي خندقاً فإذا فرغتم فأعلموني.
فتقدموا فحفروا له خندقاً وأعلموه فارتحل فنزل الخندق وقدمهم ليحفروا في المنزل الآخر خندقاً، فلم يزل يصنع ذلك وتحفر له الخنادق وينزلها حتى أتى هجر ونزل جواثا في خندق وأبو فديك بالمشقر، والمشقر اليوم تقع في بلدة القارة (الأحساء) في جمع كثير من الأعراب كانوا ضووا إليه بعد هزيمة أمية، فقال أبو فديك لأصحابه: قد أتاكم هؤلاء القوم فمن أحب لقاء الله فليقم ومن أراد الدنيا فليذهب حيث شاء فهو في حل.

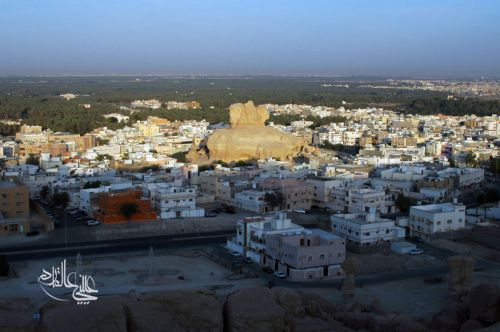
بلدة القارة (الأحساء) والتي كان بها حصن المشقر التي تحصن بها الخوارج

فتفرقوا عنه، وبقي فيما بين التسعمائة إلى الألف، وعمر في أحد وعشرين ألفاً. وقال رجل لأبي فديك: إن عطية بن الأسود بريء من نجدة بن عامر الحنفي فإن كنا مخطئين فنجدة محق، وإن كنا محقين فعطية لنا ولي فما تقول ؟. قال: ليس هذا يوم نظر. عدونا قد نزل فنجتمع على حربه حتى يحكم الله بيننا، ثم ننظر فيما سألت عنه، قال: فعلام أسفك دمي ؟ ولحق باليمامة .
وأقام عمر بن عبيد الله ثلاثة أيام ثم أتاهم أبو فديك فنزل بإزائهم وخندق وخرج عمر من معسكره ينظر ومعه رجلان من بني حنيفة فلقوا رجلاً من أصحاب أبي فديك فحملوا عليه فقال: سبحان الله أما تستحيون ؟ ثلاثة على فارس واحد ؟ ليبرز إلى رجل رجل. فبرز إليه أحد الحنفيين فلم يصنع شيئاً، وطعنه الخارجي فقتله.
وخرج إليه عمر بن عبيد الله بنفسه فوقف له الخارجي فلما دنا منه وحش بالرمح ثم ضربه بالعمود على رأسه فصرعه ونزل إليه فأجهز عليه .
ورجع عمر بن عبيد الله إلي أصحابه فقال: ما يئست من الحياة قط إلا يومي هذا فدفع الله، رأيت الحنفيين جميعاً قد أحسنا القتال وطعناه فلم يصنعا شيئاً فعلمت أن على جسده شيئاً يقيه الطعن فقلت لا يقتله إلا العمود، فلما قتله نظرت فإذا عليه سنون .
فلما كان اليوم الرابع قال أبو ماعز الحارثي: لو خرج منا إلى هؤلاء القوم فوارس فذاقوهم، فخرج أبو ماعز في ثلاثمائة فارس حتى أتى خندق أبي فديك فأشرفوا عليهم فخرج اليهم فوارس من الخوارج فاستطرد لهم أبو ماعز وأصحابه حتى إذا انقطعوا عليهم فصرعوا من الخوارج أربعة أو خمسة.
وبلغ ذلك عمر فأقبل في الناس وقد تحاجزوا وانصرف الخوارج فلام عمر أبا ماعز وقال: كدتم تفضحونا، لو قتل منكم رجل واحد لهد العسكر .
ورجع عمر إلى عسكره فلما كان الغد نهض عمر للقتال وصف الناس وقدم الرجالة، وخرج الخوارج من عسكرهم فركزوا رماحهم واستتروا بالبراذع فقال أهل البصرة للرجالة: حركوهم. فقال عباد: إن خلف هذه البراذع أذرعا شداداً وأسيافاً حداداً وأنفساً سخية بالموت، وهم شادون عليكم شدة لا يقوم لها شيء، فإن كانت فيكم جولة فليكن انصرافكم على حامية يمنع بعضكم بعضاً فإنهم يتبعونكم وأكثرهم رجالة فإذا لغبوا فكروا عليهم.
قال: وقال رجل من الخوارج: شدوا عليهم واحذروا تخطئة الحمار. يقول احذروا قول عباد حين قال ليكن انصرافكم على حامية فإذا لغبوا فكروا عليهم فنحو البراذع وأصلحوا رماحهم وسيوفهم وشدوا على الميسرة وفيها أهل البصرة فكشفوهم فذهبوا في الأرض .
وصرع المغيرة فحماه الكوثر بن عبيد، واعتزل المغيرة بن المهلب ومجاعة بن عبد الرحمن الأزدي في فوارس فقاتلوهم، وتراجع الناس فردوا الخوارج وحازوهم إلى موقعهم، ومر أصحاب عمر بن عبيد الله بعمر بن موسى جريحاً فاحتملوه وشدوا على الخوارج حتى أدخلوهم عسكرهم وأحرقوا فيه تبناً، وهاجت الريح فأمالت الدخان في وجوههم فقتلوا منهم ثلاثة ويقال ثمانية وذلك الثبت، وأسروا ثلاثة نفر فقتلهم عمر صبراً.
فلما كان اليوم الثالث من هذا اليوم باكرهم أبو فديك بالقتال، فقال لأصحابه: إن قتلت فأميركم أبو طالوت. وزحفوا جميعاً مستميتين، فشدوا على الناس شدة أزالت الميمنة والميسرة والقلب من أهل العراق، فبقي عباد بن الحصين وسنان بن سلمة والمغيرة بن المهلب، فأمر عباد غلمانه: مهيراً ووازعاً، وميسرة فجثوا وأشرعوا رماحهم، ونادى عباد: أيها الناس أنا عباد. فقال له غلامه الوازع: يا سيدي لا تنوه باسمك فيقصدوا إليك، قال: ويحك، إني إن ثبت ولم أنوه باسمي أقدموا علي فإذا عرفوني لم يقدم علي منهم أحد .
فرجع مجاهد بن بلعاء في الخيل، وكان عباد صيره خليفته على الخيل، فرجع في عدة من البصريين وجماعة من أهل الكوفة من بني تميم، ومضى الباقون فلم يكن لهم ناهية دون البصرة، فقال عباد لمجاهد: احمل عليهم، فقال: إني عليك لهين حين تأمرني بالإقدام بالخيل وليس معي رجالة تقيها .
فقال عباد: فليترجل بعضهم، فترجلوا، وقال عمر لعباد: ما ترى ؟ فقد ذهب الناس. قال: الصبر. فقال: ما شاورتك إلا وأنا أريد أن أسألك أي موتة ترى أن أموت قال: انزل، فنزل عن برذون له أشهب وأقدموا عليهم، فكان عباد يحمل عليهم فيطاعنهم ثم يرجع فيقول: إنا لله .
وصبروا ملياً فسمعوا صارخاً يقول: صرع أمير المؤمنين - يعني أبا فديك - وأطافوا به فأقبل عمر كأنه جمل هائج قاصداً لمصرع أبي فديك وحماه أصحابه حوله، فشدوا عليه بأسيافهم فما انثنى حتى أخذ برجل أبي فديك فسحبه والدم يسيل من كمه والسيوف تأخذه، فذب عنه عباد بن الحصين والمغيرة بن المهلب وسنان بن سلمة ومحمد بن موسى ومجاهد بن بلعاء حتى أفرجوا عنه وانحازوا وإن رجل أبي فديك لفي يده، فقال: احتزوا رأسه فاحتزوه وبعث به من ساعته إلى البصرة.
واتبع ابن بلعاء الخوارج، ثم رجع ومضى الخوارج إلى المشقر، فوجه عمر بن عبيد الله إليهم مجاهد بن بلعاء وبيهس بن صهيب الجرمي وعرفطة بن رجاء اليشكري، فحصروا الخوارج حتى نزلوا على حكم عمر فقتل الموالي واستحيى العرب.

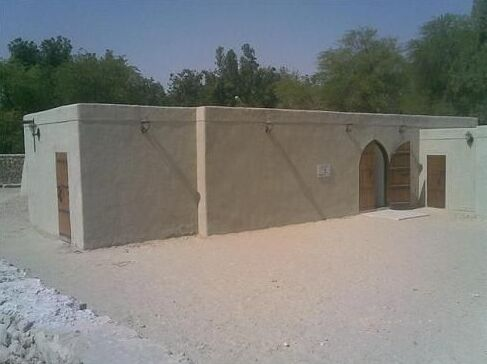
مسجد جواثى في مدينة الاحساء اليوم وجواثى هي المنطقة التي وقعت فيها المعركة مع ابي فديك

قالوا: وقدم المنهزمة من أصحاب عمر بن عبيد الله إلى البصرة، كان أولهم عبد الله بن عثمان بن أبي العاص الثقفي، فسر ذلك خالد بن عبد الله، وأعلم الناس أن عمر قد انهزم .
وبعث خالد يوم جاء خبر هزيمتهم رسولاً إلى عبد الله بن عبيد الله بن معمر فأخبره بأن أخاه قد انهزم فقال: إنا لله وإنا إليه راجعون، إني لأنتظر من الله إحدى الحسنيين الشهادة أو الظفر، فأما الهزيمة فلا أخافها عليه لا سيما ومعه ابنة عمه .
ودخل المهلب على خالد فقال له: يا أبا سعيد ما عندك من خبر أبي حفص ؟. فقال: عندي أن أبا فديك قد قتل ورأسه يأتيك. قال: وما علمك؟ قال: وجهت مع المغيرة ابني غلامين فقلت: إن ظفر عمر فوجه إلي فلاناً، وإن ظفر أبو فديك فوجه فلاناً، ولا ترسل واحداً منهما حتى يتبين لك الظفر. فبعث بالذي أمرته أن يرسله إذا ظفر عمر. قال: ما أتاك الغلام إلا منهزماً. قال: ما بذلك أخبرني . قالوا: فإنه ليحدث إذ دخل رسول عمر بن عبيد الله برأس أبي فديك فألقاه بين يديه فقال: ويحك كيف كان الأمر؟ قال: انهزم الناس وصبر عمر وعباد ونفير يسير معهما ساعة ثم كر أهل الحفاظ فقاتلوا الخوارج فقتل أبو فديك .
فتناول خالد نعليه فانتعل وقال: أف ، ودخل مغموماً. فكان عباد بن الحصين يقول: ما رأيت أحداً يقاتل يوم أبي فديك غير المغيرة بن المهلب وسنان بن سلمة . وقالت عائشة بنت طلحة يومئذ: من الرجل الذي كان إذا صاح كادت الأرض تتصدع من صوته ؟ فقال لها عمر: ذاك عباد بن الحصين.

## وفاته
كان سبب موت عمر أن ابن أخيه عمر بن موسى بن عبيد الله خرج مع عبد الرحمن بن الأشعث في ثورتة ضد الامويين ، فأخذه الحجاج بن يوسف وظفر به فلما دخل عليه قال له الحجاج: يا عار قريش. ثم قتله صبراً، وقبل قتله بلغ ذلك عمر وهو بالمدينة، فخرج إلى عبد الملك بن مروان ليشفع له ، فلما بلغ موضعا له ضُمَير على خمسة عشر ميلًا من دمشق بلغه أنّ الحجاج ضرب عنقه، فمات كمدا عليه، فقال الفرزدق يرثيه:
يَأَيُّهَا النَّاسُ لَا تَبكُوا عَلَى أَحَدٍ
بَعْدَ الَّذِي بِضُمَيرٍ وَافَقَ القَدَرَا
وكان سن عمر بن عبيد الله حين مات ستين سنة وصلى عليه عبد الملك بن مروان، ومشى في جنازته وحضر دفنه وأثنى عليه بعد موته وقعد على قبره فقالت امرأة: يا سيد العرب، تعني عمر بن عبيد الله، فقال لها رجل من أهل الشام: اسكتي. أتقولين هذا وأمير المؤمنين حاضر؟ فقال عبد الملك: دعها فقد صدقت
وقال عبد الملك متمثلاً:
ألا ذهب العرف والنائل
ومن كان يعتمد السائل
ومن كان يطمع في سيبه
غني العشيرة والعائل
ثم قام عبد الملك على قبره فقال: رحمك الله أبا حفص فقد كنت لا تحسد غنينا، ولا تحقر فقيرنا.
وقال الفرزدق يرثيه:
يا أيها الناس لا تبكوا على أحد
بعد الذي بضمير وافق القدرا
من يقتل الجوع بعد ابن الشهيد ومن
بالسيف يضرب كبش القوم إن عكرا
بكي هبلت أبا حفص وصاحبه
أبا معاذ إذا المولى به انتصرا
وكان عمر بن عبيد الله سمي عمر بعمر بن الخطاب رضي الله عنه،
وقال الفرزدق:
ألم تريا أن الجواد ابن معمر
له راحتا غيث يفيض مديمها
إذا جاءه السؤال فاضت عليهم
سماء يديه فاستقل عديمها
نمته بنو تيم بن مرة للعلى
وحاطت حماة من قريش قرومها
وهم سادة الإسلام والقادة الألى
يقوم على الحكام يوماً حلومها

## ذريتة
ولد عمر بن عبيد الله بن معمر: طلحة بن عمر وأمه رملة بنت عبد الله بن خلف الخزاعي أخت طلحة الطلحات، وكانت ابنة عمر واسمها أم عثمان عند عبيد الله بن زياد، وكان ابنه عبيد الله بفارس فقتلته الخوارج من الأزارقة.